# Айро, Аксель
Аксель Фредрик Айро (фин. Aksel Fredrik Airo, 14 февраля 1898 — 9 мая 1985) — финский военный деятель, генерал-лейтенант; один из руководителей Генерального штаба вооружённых сил Финляндии во время Советско-финляндской войны 1939—1940 годов (Зимней войны) и во время Советско-финской войны 1941—1944 годов (Войны-продолжения); в 1944—1945 годах, в том числе во время Лапландской войны (Финляндии против Германии) — начальник Генерального штаба. В 1950-х и 1960-х годах — депутат Эдускунты (финского парламента).

## Биография
Аксель Фредрик родился 14 февраля 1898 года в Турку в семье шведского происхождения. Его отец, Отто Фредрик Йоханссон (Johansson), по одним данным, был рабочим, по другим — домовладельцем. Отто Фредрик был фенноманом — и в 1906 году сменил фамилию семьи с Йоханссон на Айро (фин. airo — «весло»).
Аксель окончил школу в 1917 году, но продолжить образование в университете ему не удалось. В январе 1918 года он перебрался на территорию, контролировавшуюся белофиннами, и завербовался в батальон города Пори. После учёбы в Якобстаде в артиллерийской школе он попал на фронт, участвовал в боях в Ахвола (сейчас — Михайловка Ленинградской области) на Карельском перешейке, затем в захвате Выборга (конец апреля 1918 года).
После окончания гражданской войны Айро остался служить в армии; в том числе в должности командира батареи в Лаппеэнранте. Учился в Финской артиллерийской школе, на специальных курсах, а в 1920—1923 годах — во Франции: сначала в специальной кадетской школе в Сен-Сире, затем в высшем военном училище в Париже.
Вернувшись на родину, Айро после недолгой службы в воинских частях стал работать в оперативном отделе Генерального штаба. С 1933 года — секретарь Совета обороны.
В 1939 году, вскоре после начала Советско-финской войны верховный главнокомандующий армии Финляндии Карл Густав Маннергейм назначил полковника Айро генерал-квартирмейстером; такой должности в мирное время не существовало, фактически же Айро занимался руководством всей оперативной деятельностью Генерального штаба, при этом Начальник Генерального штаба генерал-лейтенант Карл Леннарт Эш от решения оперативных вопросов был в значительной степени отстранён. Своим успехам в оборонительных боях на Карельском перешейке и в наступальных действиях на более северных участках фронта финская армия в значительной степени обязана по мнению финских историков именно Акселю Айро, талант которого комплексно оценивать картину событий и оперативно принимать необходимые решения проявился в этот период в полной мере.
Айро был одним из тех, кто занимался подготовкой к будущей военной кампании, позднее получившей название войны-продолжения. В мае 1941 года он подготовил для Маннергейма документ с изложением общих планов проведения наступательных операций на СССР и вариантами будущих границ. Этот план был весьма умеренным, однако позже, к концу 1941 года, уже после продвижения финских войск вглубь советской территории, Айро стал планировать присоединение к Финляндии Кольского полуострова.
Военная карьера Айро шла по восходящей до самого конца Второй мировой войны, даже несмотря на то, что именно Айро называли одним из виновников того, что сопротивление финских войск наступающей Красной Армии летом 1944 года было недостаточно успешным. Маннергейм продолжал очень высоко ценить Айро — и его положение после того, как Маннергейм в августе 1944 года вступил в должность президента Финляндии, стало ещё более высоким. Во время Лапландской войны (в которой финские войска воевали против немецко-фашистских войск в северной Финляндии) именно Айро занимался планированием и осуществлением всех военных операций; в начале декабря 1944 года он был назначен на должность начальника Генерального штаба.
В июне 1945 года Аксель Айро был арестован по подозрению в измене родине; одним из обвинений, немного позже выдвинутых в его адрес, стало участие в незаконной подготовке вооруженных действий (дело Asekätkentä). Он был освобождён весной 1948 года, после этого последовал приказ президента Финляндии об увольнении Акселя Айро с действительной службы.
Поселившись в своей усадьбе, Айро через некоторое время стал заниматься политической деятельностью: сначала на муниципальном уровне, а позже и на национальном — как представитель Национальной коалиционной партии. В 1956 и 1962 годах он был избран в финский парламент.
6 декабря 1982 года президент Финляндии Мауно Койвисто наградил Акселя Фредрика Айро в знак признания его заслуг перед финским государством Орденом Белой Розы с мечами — высшей государственной наградой Финляндии.
Аксель Айро скончался 9 мая 1985 года в своей усадьбе Ристинтайпале в сельской коммуне Хейнола.

## Семья
В 1924 году Айро женился на Айно Вильгельмине Вуори, дочери землевладельца.
У них родилось двое детей:
- Айла Айно (род. 1926);
- Анья Айно (род. 1928).